# Nathalie Lissenko
Nathalie Lissenko (rus: Наталья Лисенко)  (Mikolaiv, 10 d'agost de 1884 - París, 7 d'octubre de 1969), també coneguda com Nathalie Lissenko, va ser una actriu de cinema mut.

## Biografia
Natalya Andrianovna Lisenko va néixer el 10 d'agost de 1884 a Andrew Lisenko (1851 – 1910), un metge. Tenia un germà gran, Yuriy Lisenko (1881 – 1958). Algunes fonts indiquen que la data de naixement de Lisenko és 1886. Era neboda del compositor ucraïnès Mykola Lysenko.
El 1904 va deixar l'escola al Teatre d'Art de Moscou i va començar a treballar al teatre amb el seu primer marit Nikolai Radin. Després de divorciar-se, Natalya Lisenko es va convertir en l'esposa del conegut actor rus Ivan Mosjoukine, i van aparèixer en diverses pel·lícules junts.
El seu debut al cinema va ser a Katyusha Maslova (1915), dirigida per Pyotr Chardynin i basada en la novel·la Resurrecció de Lev Tolstoi.
El 1920, Natalya Lisenko, juntament amb el seu marit i diversos actors més, va deixar Rússia i es va traslladar a París. Allà, va continuar la seva carrera cinematogràfica, protagonitzant produccions com Kean (1924) i The Lion of the Moguls (1924). La seva última aparició al cinema va ser a The Fatted Calf (1939).
Va morir a París i està enterrada al cementiri rus de Sainte-Geneviève-des-Bois prop del seu segon marit Mosjoukine.